# Styela clava
Styela clava är en sjöpungsart som beskrevs av William Abbott Herdman 1881. Styela clava ingår i släktet Styela och familjen Styelidae. Sommaren 2023 gjordes fynd av arten i Sverige. Inga underarter finns listade i Catalogue of Life.